# Ragnarok Online 2: Legend of the Second
Ragnarok Online 2: Legend of The Second (koreanisch: „라그나로크 온라인 2: Legend of the Second“) ist eine Neufassung von Ragnarok Online 2: The Gate of the World, ein MMORPG, welches von der Gravity Corp. in Südkorea entwickelt wurde. Ragnarok Online 2 ist der Nachfolger des MMORPGs Ragnarok Online.
Der Soundtrack wurde erneut von Yōko Kanno, welche für ihre Arbeit in Cowboy Bebop, Ghost in the Shell und anderen Anime-Serien bekannt ist, produziert.

## Entstehung
Aufgrund der Tatsache, dass die ursprüngliche Version von Ragnarok 2 (Ragnarok Online 2: The Gate of the World) in Korea nur dürftig ankam, wurden personelle Änderungen in den Führungspositionen unternommen. Dies wirkte sich direkt auf die Entwicklung von Ragnarok Online II aus, dessen Entstehung zunächst zum Erliegen kam. Seit dieser Zeit wird das Spiel komplett erneuert. Während in der alten Betaversion des Spiels noch die Unreal Engine 2.5 genutzt wurde, setzte man in der kommenden Version die Gamebryo-Engine ein, welche wohl auch für den Einsatz auf Spielekonsolen wie Xbox 360 und Playstation 3 gedacht ist.
Im Juli 2010 verkündete Gravity, dass die ursprüngliche Version von Ragnarok 2 (RO2) verworfen wird und an einer neuen Version, Ragnarok Online 2: Legend of The Second, gearbeitet wird. Die Neufassung soll sich mehr an ihren Vorgänger, das MMORPG Ragnarok Online, halten.
Gravity’s Global-Business-Manager Yunghun Lee sagte:

“We launched Ragnarok II in 2007. That version wasn’t really enough for the market, so we tried to revise all the systems, but it takes time. We changed the engine and everything, it’s like a totally new game. The engine changed several times, but now we’re using Gamebryo.”

„Wir starteten Ragnarok II 2007. Diese Version war nicht wirklich gut genug für den Markt, also versuchten wir alles zu überarbeiten, das braucht jedoch Zeit. Wir änderten die Engine und alles andere, es ist wie ein komplett neues Spiel. Die Engine wurde mehrmals geändert, aber jetzt nutzen wir Gamebryo.“

Der endgültige Start von Ragnarok Online 2: Legend of The Second wurde auf das 4. Quartal 2010 verschoben. Die neue Version von Ragnarok Online 2 war ursprünglich für das erste Halbjahr 2010 vorgesehen, jedoch entschied sich der Hersteller Gravity, das Spiel später zu veröffentlichen, um es vorher ausführlich zu verbessern. Das Unternehmen plante die kommerzielle Verbreitung des Spiels im 4. Quartal 2010 in Korea, andere Länder sollten später folgen. In den anderen Gebieten wurden bereits Vertriebsverträge unterzeichnet, sodass man sich für eine schnelle Fertigstellung des Spiels starkgemacht hatte.
Die erste geschlossene Beta-Phase von Ragnarok Online 2: Legend of The Second begann am 31. August 2010. Gravity beabsichtigte nach Veröffentlichung der Open Beta diese bis zum offiziellen Marktstart fortzuführen. Durch kontinuierliche Aktualisierungen will man mithilfe des Feedbacks der Beta-Tester das Spiel weiter verbessern. Alle Spieler, die schon in der Beta von Ragnarok Online 2: The Gate of the World teilgenommen haben, durften mit ihren Account-Daten auch die neue Beta spielen. Eine weitere kurze Beta-Phase folgte von 25 bis 28. Januar 2011, bevor die zweite geschlossene Beta-Phase von 13. bis 18. Juli folgte. Dieser geschlossenen Beta folgte eine offene. Am 2. Mai 2013 wurde Ragnarok Online 2: Legend of The Second auf Steam veröffentlicht.

## Job-System
Das Berufe-System von Ragnarok Online 2: Legend of the Second ist stark von seinem Vorgänger, Ragnarok Online, beeinflusst.
| Swordsman    | Swordsman | Thief | Thief    | Archer | Archer      | Acolyte | Acolyte | Mage   | Mage     | Gunman    | Gunman |
| Second Class |           |       |          |        |             |         |         |        |          |           |        |
| Knight       | Warrior   | Rogue | Assassin | Ranger | Beastmaster | Priest  | Monk    | Wizard | Sorcerer | Machinist | Lasher |

Zusätzlich zu diesem Berufe-System wurde ein Dual-Life-System vorgestellt. Dieses System ermöglicht es, einen zweiten Beruf neben seinem Hauptberuf zu wählen. Dieser Nebenberuf wirkt sich aktiv auf den Hauptberuf aus und verleiht der Spielfigur spezielle Eigenschaften.
| Alchemist [Alchemist] | Alchemist [Alchemist] | Tailor [Schneider] | Tailor [Schneider] | Chef [Koch] | Chef [Koch] | Blacksmith [Schmied] | Blacksmith [Schmied] |

## Karten-System
In einem Interview mit Gravity Co., Ltd. CTO Jin-soo Jun, wurde enthüllt, dass das bekannte Card-System von Ragnarok Online auch in Legend of the Second Verwendung finden wird. Diesmal werden die Karten jedoch nicht wie bisher in einen Ausrüstungsgegenstand gesteckt, sondern direkt an den Charakter geheftet. Die Begründung für diese Änderung ist wie folgt:

„In Ragnarok Online war es öfter der Fall, dass der Seltenheitswert einer Waffe praktisch keine Bedeutung mehr hatte. Da man mit einfachen Waffen, welche durch mächtige Karten verstärkt waren, meist eine viel höhere Durchschlagskraft und/oder Effektivität erreichen konnte. Dadurch wurde der eigentliche Wert der seltenen Gegenstände stark gemindert. Außerdem wurden dadurch die Möglichkeit minimiert, neuen, sinnvollen Content (Rüstungen und Waffen) ins Spiel zu bringen.“

## Haustier-System
Auch das Haustier-System von Ragnarok Online wird zurückkehren. Wie zuvor wird man die Möglichkeit haben, Monster zu zähmen und sie als Begleiter stets bei sich zu haben. Je nach Haustier wird man zusätzlich noch eine Verstärkung der Fähigkeiten erhalten. Außerdem kann man wie im ersten Teil den Haustieren, wenn sie dem Spieler vertrauen, dabei zusehen, wie sie Tricks vollführen.
Aktuell können die Tiere nicht an den Kämpfen teilnehmen. Eine solche Funktion wird wahrscheinlich auch in Zukunft nicht hinzugefügt.